# You're Never Alone with a Schizophrenic
You're Never Alone with a Schizophrenic är ett musikalbum av Ian Hunter lanserat i mars 1979. Albumet var hans fjärde album som soloartist, och det första som släpptes på Chrysalis Records efter att Hunter lämnat Columbia Records. Hunter producerade albumet tillsammans med gitarristen Mick Ronson som även medverkar som musiker. Övriga musiker är bland annat Roy Bittan, Garry Tallent och Max Weinberg från the E Street Band. Mest känd är låten "Cleveland Rocks" som använts som signaturmelodi till The Drew Carey Show.

## Låtlista
(låtarna skrivna av Ian Hunter där inget annat anges)
1. "Just Another Night" (Hunter/Ronson) - 4:36
2. "Wild East" - 3:58
3. "Cleveland Rocks" - 3:48
4. "Ships" - 4:11
5. "When The Daylight Comes" - 4:27
6. "Life After Death" - 3:49
7. "Standin' In My Light" - 4:35
8. "Bastard" - 6:37
9. "The Outsider" - 5:57

## Listplaceringar
- Billboard 200, USA: #35[1]
- Topplistan, Sverige: #26[2]